# Język kowiai
Język kowiai, także: kaiwai, kuiwai, koiwai, aiduma, kayumerah (a. kajumerah) – język austronezyjski używany w prowincji Papua Zachodnia w Indonezji. Według danych szacunkowych z 2000 r. (SIL International) posługuje się nim 600 osób.
Obszar tego języka obejmuje fragment półwyspu Bomberai (Nowa Gwinea), wyspy Namatote (Namatota) i Adi oraz mniejsze wyspy w rejonie zatoki Kamrau (Kamarau). W publikacji Ethnologue odnotowano, że jego użytkownicy zamieszkują wsie Keroi, Adijaya, Namatote i Kayumerah.
Zidentyfikowano trzy dialekty: adijaya, keroi, namatota. Określenie „namatota” (lub „namatote”) jest również przytaczane jako nazwa tegoż języka. Kowiai przyjął się jako lokalny język handlowy. Niemniej stwierdzono, że w roli języka drugiego jest wypierany przez język narodowy.
W użyciu są też języki indonezyjski i malajski papuaski. Potencjalnie zagrożony wymarciem, aczkolwiek społeczność ma pozytywny stosunek do swojego języka. Jest zapisywany alfabetem łacińskim.